# 앨버니아산
앨버니아산(Alvernia Mountain)은 바하마 연방 캣섬에 있는 산으로, 해발 고도 63m로 바하마에서 가장 높은 산이다.